# بالشتک سوزن

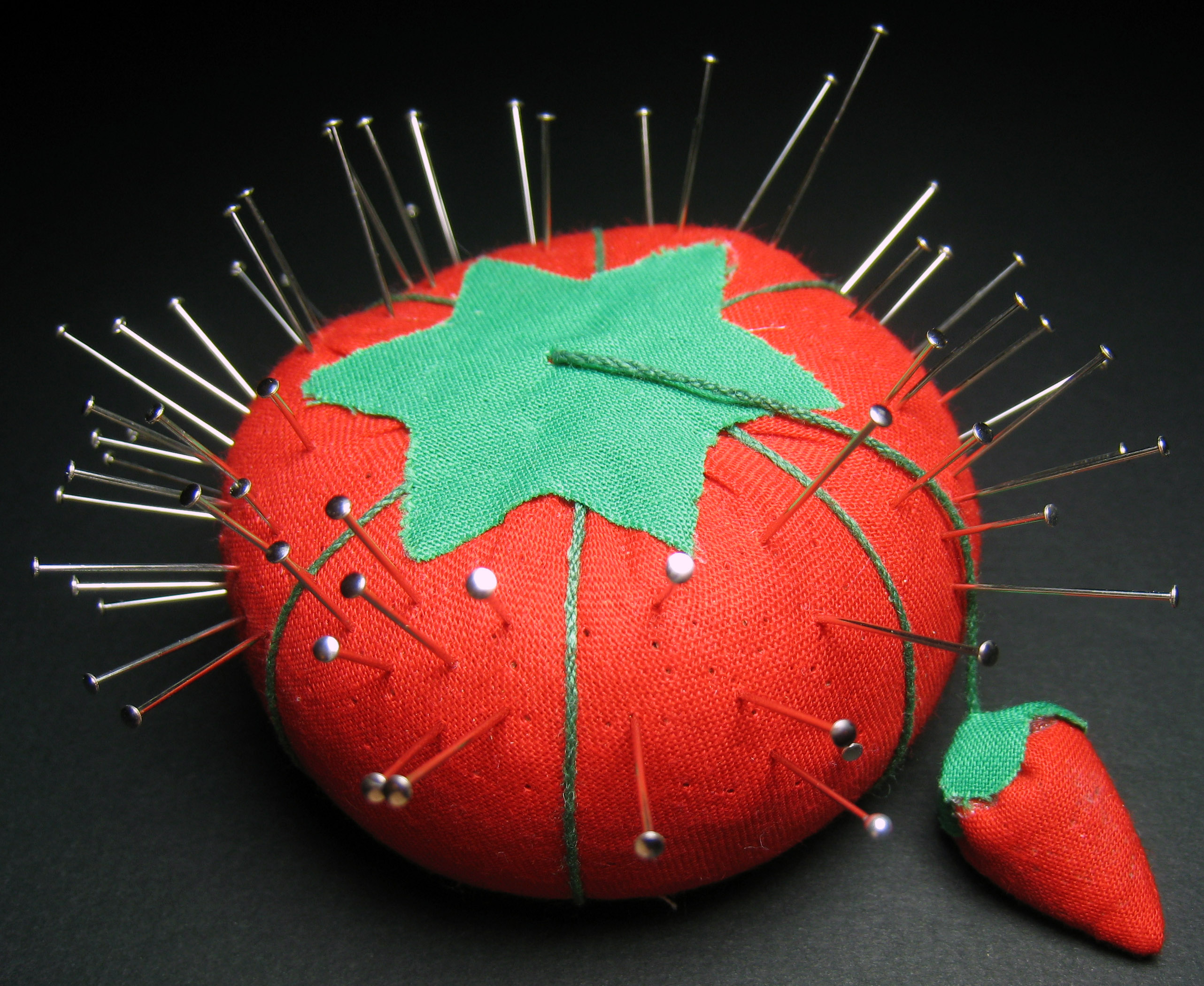
بالشتک سوزن به شکل گوجه فرنگی و توت فرهنگی. از شکل‌های معمول برای بالشتک سوزن.

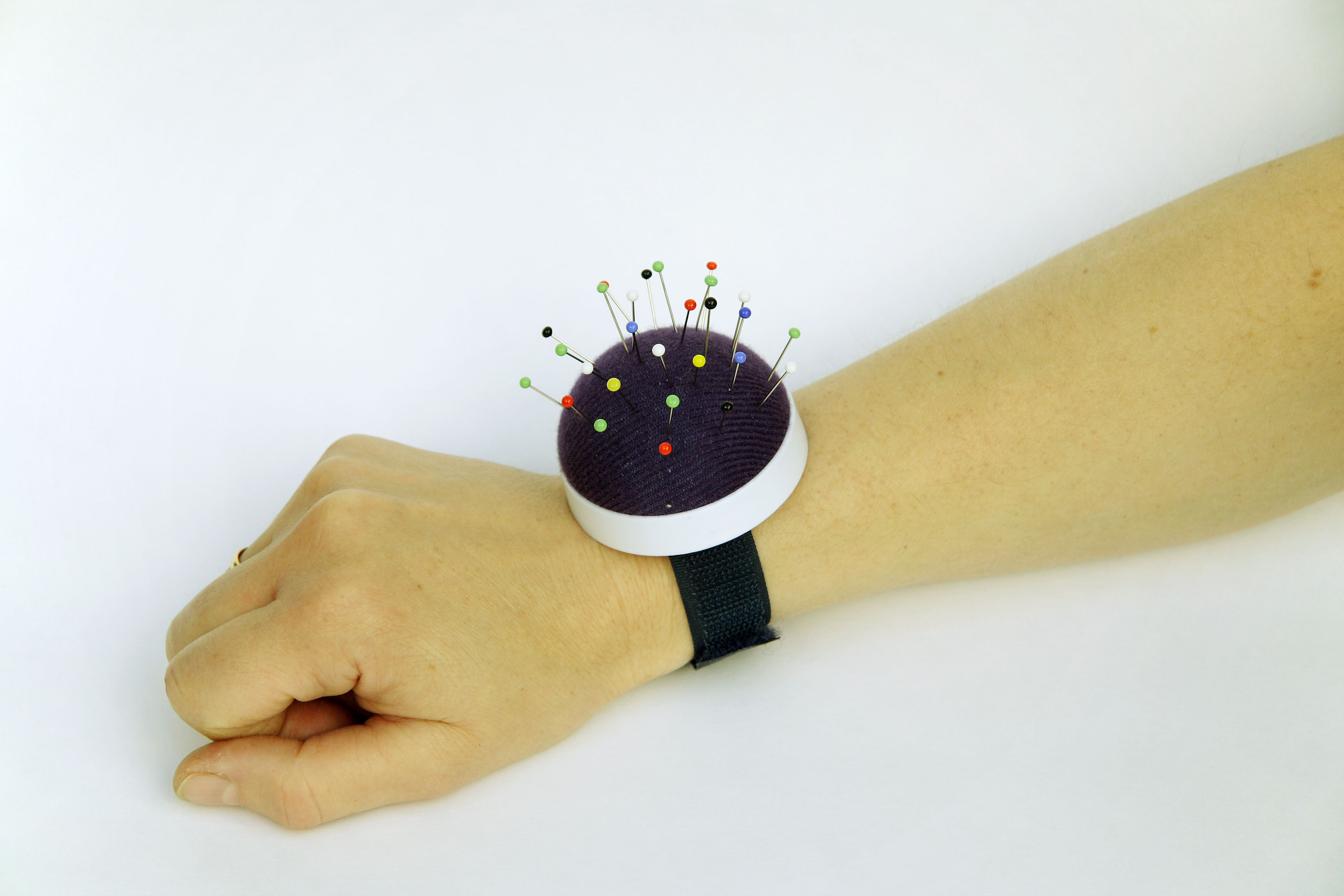
بالشتک سوزن مچی.

بالِشتَکِ سوزن بالش کوچکی است که بر روی آن سوزن و سنجاق و پونز و امثال آن نگهداری می‌شود. هدف از استفاده از این بالشتک این است که سوزن‌ها را حین دوزندگی بتوان به آسانی برداشت یا کنار گذاشت. هدف دیگر، نگهداری سوزن‌ها در جایی امن است تا نوک تیز آن‌ها خطری برای دستان اهالی خانه یا محل کار نباشد.
قطر بالشتک‌های سوزن پونز معمولاً ۳ تا ۵ سانتی‌متر است و این بالشتک‌ها معمولاً با پنبه‌های سفتی آکنده می‌شوند تا سوزن محکم در آن‌ها بماند. گاه در این بالشتک‌ها آهنربا هم قرار داده می‌شود.
یکی از طرح‌های محبوب بالشتک سوزن که به شکل گوجه فرنگی است به احتمال زیاد از دوره ویکتوریا وجود داشته است.